# Prosopocera strandiella
Prosopocera strandiella là một loài bọ cánh cứng trong họ Cerambycidae.